# Droga A6144(M)
Droga A6144(M) (ang. A6144(M) motorway) – była brytyjska autostrada znajdującą się w hrabstwie Wielki Manchester. Droga miała długość ok. 2 km i była w istocie bardzo rzadko spotykanym zjawiskiem wśród brytyjskich autostrad – na całej swojej długości posiadała tylko jedną jezdnię, choć planowano dobudować drugą w przyszłości. A6144(M) była krótkim łącznikiem autostrady M60 (węzeł 8) z drogą A6144 niedaleko Carrington. Powstała głównie z myślą o ułatwieniu dojazdu samochodów ciężarowych do zakładów produkcyjnych w okolicy miasta bez konieczności przejazdu przez centrum Sale. Miała najwyższą numerację i była jedną z dwóch dróg o oznaczeniu Axxxx(M) – drugą była A6127(M) (obecnie oznaczona jako A167(M)). Równie interesującą cechą było to, że droga nie miała klasy drogi krajowej, w związku z tym nie była zarządzana przez Highways Agency. Dawna autostrada nie miała także twardego pobocza, jedynie dwie zatoki awaryjne z telefonami ratunkowymi oraz oświetlenie na całej długości odcinka. Przejazd z drogi A6144 na A56 z pominięciem M60 czy jakiejkolwiek innej autostrady był możliwy. Węzeł drogowy z M60 miał dwa zbyt małe ronda. W tym przypadku manewr zawracania długiego pojazdu, który nie mógł się poruszać po autostradach był bardzo trudny do wykonania, niejako zmuszając kierowcę do wjazdu na łącznice M60. Z kolei drugi koniec autostrady był jednopoziomowym skrzyżowaniem, sterowanym sygnalizacją świetlną.
Przypadek A6144(M) przyczynił się do zrzeszenia sporej liczby fanów, w tym także organizacji takich jak m.in. Society for All British And Irish Road Enthusiasts (SABRE).

## Wycofanie kategorii drogi specjalnej
W 2004 rozpoczęto prace nad poszerzaniem autostrady M60. W ramach przebudowy autostrady, węzeł z A6144(M) uległ zmianie z dwóch małych rond na pojedyncze. Zmiana układu węzła umożliwiła środkom transportu które nie mogą korzystać z autostrad zawracanie i ominięcie M60.
Metropolitan Borough of Trafford potwierdziło swój zamiar w zdegradowaniu kategorii A6144(M) pod koniec prac nad poszerzaniem M60. A6144(M) przestała należeć do kategorii dróg specjalnych 24 maja 2006, tracąc kategorię autostrady. Obecnie droga ma ograniczenie prędkości do 80 km/h (50 mph) i jest klasyfikowana jako droga A6144 mimo istnienia odcinka od Ashton upon Mersey (skrzyżowanie z A6144) przez Sale, który także ma numerację A6144. Oznacza to istnienie dwóch dróg o takim samym oznaczeniu (i zarazem dwóch węzłów tej drogi z autostradą M60). Pomimo nie zaliczania tego krótkiego łącznika do grupy autostrad, wciąż nie można poruszać się tam pieszo, rowerem oraz konno.
Znaki drogowe oznajmujące początek autostrady oraz restrykcje z nią związane znajdują się obecnie w posiadaniu prywatnym.